# Encyclopédie méthodique

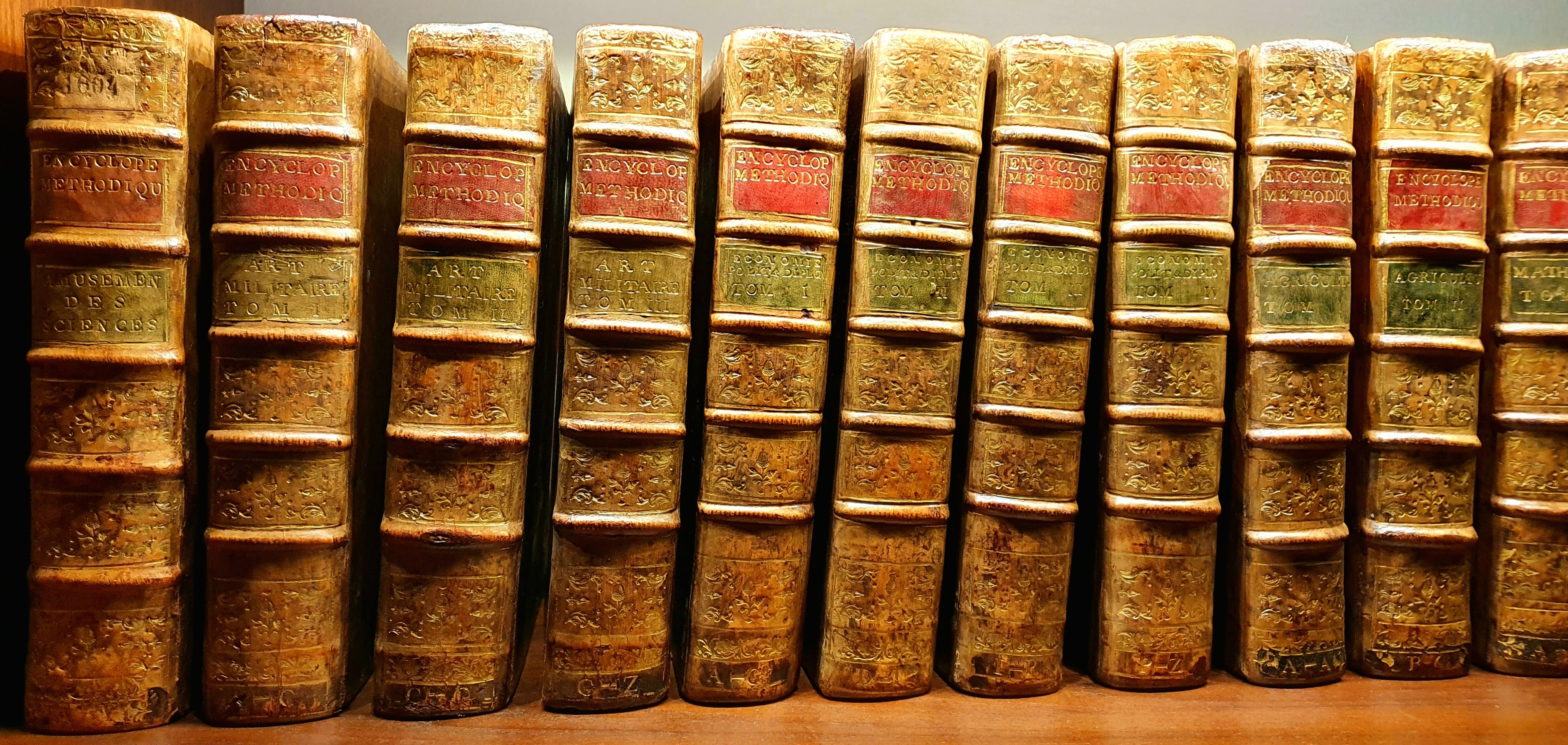
Encyclopédie Méthodique

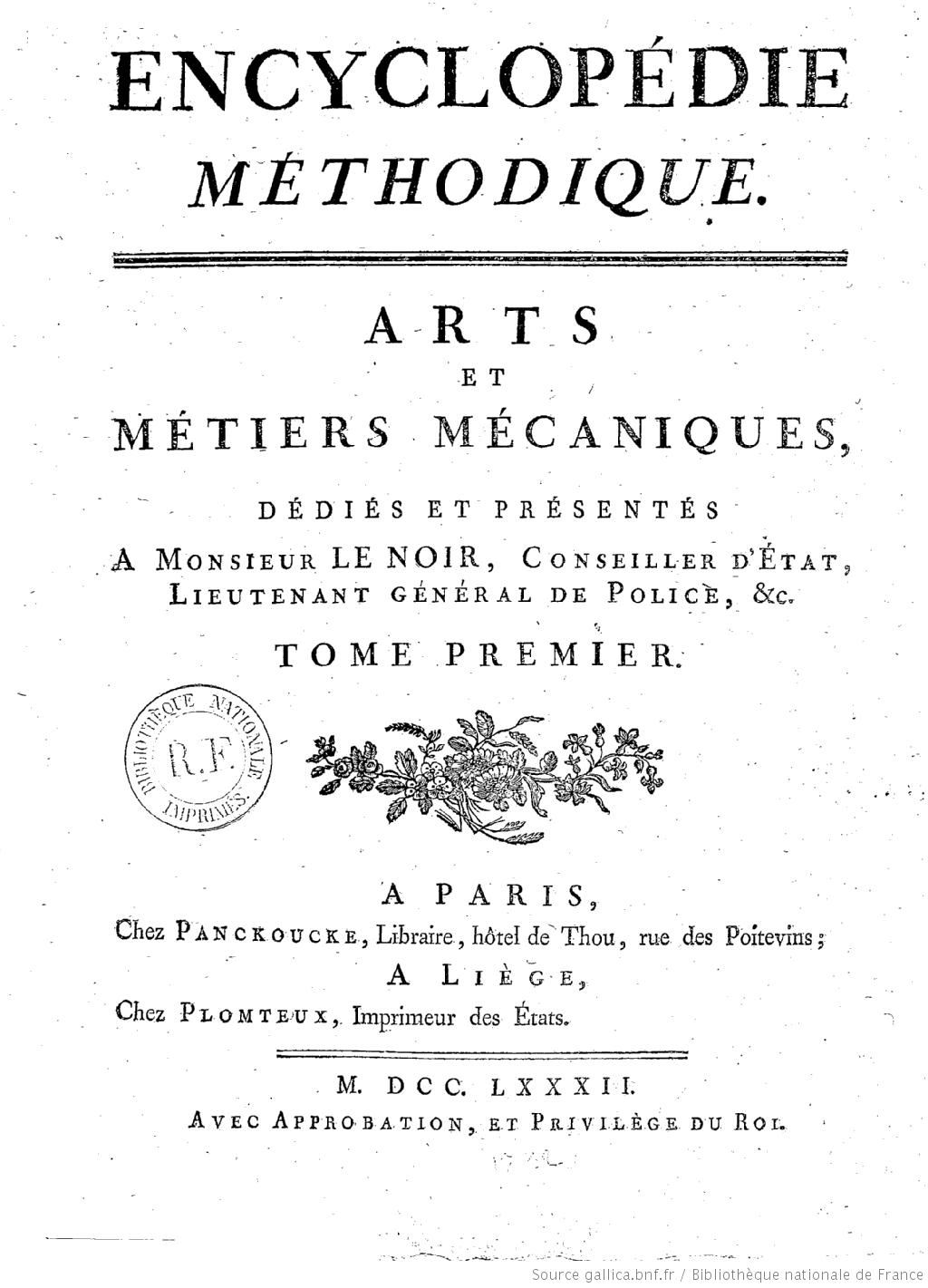
Titelseite des ersten Bandes der Encyclopédie méthodique. Arts et métiers mécaniques von 1782

Die Encyclopédie méthodique par ordre des matières ist eine thematisch gegliederte Enzyklopädie, die zu Teilen auf der von Denis Diderot und Jean Baptiste le Rond d’Alembert herausgegebenen Encyclopédie (1751–1772) und deren Supplément (1776–1780) beruhte. Sie erschien von 1782 bis 1832 in Paris und umfasste nach ihrer Vollendung über 200 Bände. Die Encyclopédie méthodique wurde zunächst von Charles-Joseph Panckoucke herausgegeben. 1794 verkaufte er die Rechte an seinen Schwiegersohn Henri Agasse.(1752–1813). Nach dem Tod ihres Mannes vollendete Thérèse-Charlotte Agasse (1775–1838) die Herausgabe der Encyclopédie méthodique.

## Geschichte
Am 8. Dezember 1781 veröffentlichte Panckoucke in der von ihm herausgegebenen Zeitschrift Mercure de France seinen ersten, umfangreichen Prospekt über eine „Encyclopédie méthodique ou par ordre de matières“. Er gab darin bekannt, dass die neue Enzyklopädie in zwei Formen veröffentlicht werden sollte: eine dreispaltige, 49 Bände umfassende Ausgabe im Quartformat sowie ein zweispaltige, 92 Bände umfassende Ausgabe im Oktavformat. Beide, auf Subskriptionbasis vertriebene Ausgaben, sollten insgesamt einheitlich 672 Franken kosten. Die Ausgabe im Oktavformat stieß auf wenig Interesse. Panckoucke gab daher 1782 bekannt, dass die Enzyklopädie nur Quartformat erscheinen werde und 53 Text- und 7 Tafelbände umfassen und in den nächsten fünf Jahren erscheinen solle.
Die Idee für eine nach Themen geordnete Enzyklopädie stammte ursprünglich von Jean-Jacques Deveria, einem Herausgeber in Lüttich. Mit ihm ging Panckoucke eine kurzlebige Partnerschaft ein. Später übernahm der ebenfalls aus Lüttich stammenden Herausgeber Clément Plomteux (1737–1792?).
Im Prospekt listete Panckoucke 26 Abteilungen auf, aus denen die Gesamtenzyklopädie bestehen sollte. Zu ihnen gehörten unter anderem Mathematik, Physik, Medizin, Chirurgie, Chemie, Landwirtschaft, Naturgeschichte, Botanik, Mineralogie, Geografie, Geschichte, Theologie, Philosophie, Grammatik und Literatur, Recht, Finanzen, Politische Ökonomie, Handel, Marine, Militärwissenschaften, Schöne Künste sowie Künste und Handwerk. Außerdem sollte ein Vocabulaire universel betitelter Band erscheinen.
Als Verfasser konnte Panckoucke bedeutende Persönlichkeiten gewinnen, darunter den Astronomen und Mathematiker Jérôme Lalande, den Politiker Jean-Marie Roland de La Platière, den Arzt Félix Vicq d’Azyr, den Wissenschaftler Henri Louis Duhamel du Monceau, den Naturforscher Louis Jean Marie Daubenton, den Philosophen Jacques-André Naigeon, den Autor Jean-François Marmontel, den Grammatiker Nicolas Beauzée, den Geografen Edme Mentelle, den Historiker Gabriel-Henri Gaillard sowie den Theologen und Philologen Nicolas-Sylvestre Bergier.
Am 7. Juni 1780 wurde dem Vorhaben ein königliches Privileg gewährt. Im Dezember 1781 waren ein Tafelband und zwölf Textbände für den Druck vorbereitet. Bis zum 30. April 1782 hatte Panckoucke 4072 Abonnenten gewonnen. Am 18. November 1782 erfolgte die erste Lieferung des Fortsetzungswerkes. Sie bestand aus dem ersten, der insgesamt zehn Bände, über Jurisprudence und den jeweils ersten Teilen der ersten Bände von Arts et métiers mécaniques und der Histoire naturelle.
Antonio de Sancha (1720–1790) übersetzte Panckouckes Prospekt 1782 ins Spanische.

## Themen
1. Agriculture. 7 Bände, 1787–1821.
2. Amusements des sciences mathématiques et physiques. 1 Band, 1792.
3. Antiquités, mythologie, diplomatique des chartres et chronologie. 5 Bände, 1786–[1794]; 3 Tafelbände [1804]–1824.
4. Architecture. 3 Bände, 1788–1825.
5. Art aratoire et du jardinage. 1 Band, [1797]; 1 Tafelband [1802].
6. Art militaire. 3 Bände, 1784–1787; 1 Ergänzungsband [1797].
7. Artillerie. 1 Band, 1822.
8. Arts académiques, équitation, escrime, danse, et art de nager. 1 Band, 1786.
9. Arts et métiers mécaniques. 8 Bände, 1782–1791; 7 Tafelbände 1783–1790.
10. Assemblée nationale constituante, contenant le débats qui ont eu lieu dans l’assemblée. 1 Band, 1792.
11. Beaux-Arts. 2 Bände, 1788–1791; 1 Tafelband [1805].
12. Botanique. 8 Bände, 1783–1808; 6 Ergänzungsbände, 1810–1817; 5 Tafelbände, 1823.
13. Espèces de chasses. 1 Band, [1795]; 1 Tafelband, 1811.
14. Chimie, pharmacie et métallurgie. 6 Bände, 1786–1815; 1 Tafelband 1813–1814
15. Chirurgie. 2 Bände, 1790–1792; 1 Tafelband [1798].
16. Commerce. 3 Bände, 1783–1784.
17. Économie politique et diplomatique. 4 Bände, 1784–1788.
18. Encyclopediana, ou dictionnaire encyclopédique des ana. 1 Band, 1791.
19. Finances. 3 Bände, 1784–1787.
20. Forêts et bois; Arbres et arbustes 1 Band in 2 Teilen, 1791–1815.
21. Géographie ancienne. 3 Bände, 1787–1792.
22. Géographie moderne. 3 Bände, 1783–1788; 2 Atlasbände 1787–1788.
23. Géographie physique. 5 Bände, [1795]–1828; 1 Atlasband 1827.
24. Grammaire et littérature. 3 Bände, 1782–1786.
25. Histoire. 5 Bände, 1784–1791; 1 Ergänzungsband [1804].
26. Histoire naturelle.
  1. Histoire naturelle des animaux. 4 Bände, 1782–1789.
  2. Mammalogie, ou description des espèces des mammifères. 2 Bände, 1820.
  3. Tableau encyclopédique et méthodique des trois regnes de la nature. 6 Bände, 1788–1823.
  4. Tableau encyclopédique et méthodique des trois regnes de la nature. Crustacés, arachnides et insectes. 2 Bände, 1818.
  5. Tableau encyclopédique et méthodique des trois regnes de la nature. Vers, coquilles, mollusques et polypiers. 3 Bände, 1827.
  6. Histoire naturelle des vers. 5 Bände, 1790–1811.
  7. Histoire naturelle des vers. 3 Bände, 1789–1830.
  8. Histoire naturelle des crustacés, des arachnides et des insectes. 2 Bände, 1819–1825.
  9. Histoire naturelle des zoophytes, ou animaux rayonnes, faisant suite à l'Histoire naturelle des vers de Bruguière. 1 Band in 2 Teilen, 1824–1827.
27. Jeux. 3 Bände, 1792–[1799].
28. Jurisprudence. 10 Bände, 1782–1791.
29. Logique et métaphysique. 4 Bände, 1786–1791.
30. Manufactures, arts et métiers. 4 Bände, 1784–1828.
31. Marine. 3 Bände, 1783–1787.
32. Mathématiques. 3 Bände, 1784–1789.
33. Médecine. 13 Bände, 1787–1830.
34. Musique. 2 Bände, 1791–1818.
35. Pêches. 1 Band, [1796]; 1 Tafelband, 1793.
36. Philosophie ancienne et moderne. 3 Bände, 1791–[1794].
37. Physique. 4 Bände, 1793–1822; 1 Tafelband in 2 Teilen, 1816–1824.
38. Système anatomique. 4 Bände, 1823–1830; 1 Tafelband, 1825.
39. Théologie. 3 Bände, 1788–1790.

## Ausgaben und Rezeption
Unter dem Titel Encyclopedia metodica wurden einige ausgewählte Bände ins Spanische übersetzt. Die elf Bände erschienen von 1788 bis 1794 in Madrid.